# 基亚帕哈河
基亚帕哈河（英語：Keya Paha River）是奈厄布拉勒河的一条支流，长约127-英里（204-），流经美国的南达科他州和內布拉斯加州。